# Hyperion (gedicht)
Hyperion is een episch gedicht, geschreven door de Engelse romantische dichter John Keats.
Hij werkte aan het gedicht van eind 1818 tot de lente van 1819, maar heeft het nooit voltooid. Wel verwerkte hij hetzelfde thema in een later werk, The Fall of Hyperion: A Dream.
Hyperion gaat over de strijd der Titanen uit de Griekse mythologie. Acht goden nemen het op tegen oppergod Jupiter:
- Saturnus
- Ops
- Theia
- Enceladus
- Oceanus
- Hyperion
- Clymene
- Uranus

## Culturele invloed
Het gedicht speelt een centrale rol in de Hyperion Canto's, een serie van vier sciencefictionboeken, van Dan Simmons.